# 上篠崎
上篠崎（かみしのざき）は、東京都江戸川区東部の町名。住居表示実施済み。現行行政地名として上篠崎一丁目から四丁目。

## 地理
江戸川区の東端部に位置し、東京都-千葉県境の江戸川に接する。北で北篠崎、東で江戸川を挟んで対岸に千葉県市川市大洲、南で篠崎町一・二・七丁目、西は西篠崎二丁目および鹿骨二丁目と隣接する。町域東部には江戸川や江戸川河川敷篠崎緑地が、北部には都立篠崎公園、その南に市街地が広がり、また、生産緑地等も点在するなど、比較的自然が保存されている。

### 堤防
現在、上篠崎一丁目付近の江戸川のスーパー堤防化と周辺まちづくりの共同事業計画や、上篠崎四丁目二十七番地の篠崎駅入口交差点から北に篠崎街道まで進み、北篠崎の篠崎公園沿いを通り鹿骨三丁目十七番地付近の東京都道307号王子金町江戸川線（柴又街道）までを結び、篠崎駅通りの延長線ともなる補助288号線建設計画がある。

### 地価
住宅地の地価は、2025年（令和7年）1月1日の公示地価によれば、上篠崎1-4-4の地点で33万7000円/m2となっている。

## 歴史
1932年（昭和7年）の江戸川区成立時に「上篠崎町」（丁目なし）が成立した。区成立時には他に下篠崎町、東篠崎町、西篠崎町、南篠崎町、北篠崎町も同時に成立している。現行の町名・町界決定までには、下記の2回の変更を経ている。
1966年（昭和41年）、篠崎地区の町名地番整理（住居表示の実施ではない）により、上篠崎町一-四丁目が成立。なお、篠崎公園敷地部分のみは、旧町名の上篠崎町（丁目なし）のまま残された。1990年（平成2年）、当地区に改めて住居表示が実施され、新町名は上篠崎一-四丁目となった。この時点で、1966年（昭和41年）成立の上篠崎町一-四丁目と、1932年（昭和7年）成立の上篠崎町は廃止された。

### 町名の由来
旧来の「篠崎村」に由来。

## 世帯数と人口
2025年（令和7年）1月1日現在（江戸川区発表）の世帯数と人口は以下の通りである。
| 丁目         | 世帯数    | 人口    |
| ------------ | --------- | ------- |
| 上篠崎一丁目 | 635世帯   | 1,312人 |
| 上篠崎二丁目 | 1,357世帯 | 2,655人 |
| 上篠崎三丁目 | 1,101世帯 | 2,105人 |
| 上篠崎四丁目 | 1,498世帯 | 2,903人 |
| 計           | 4,591世帯 | 8,975人 |

### 人口の変遷
国勢調査による人口の推移。
| 年                 | 人口  |
| ------------------ | ----- |
| 1995年（平成7年）  | 7,926 |
| 2000年（平成12年） | 9,132 |
| 2005年（平成17年） | 9,898 |
| 2010年（平成22年） | 9,917 |
| 2015年（平成27年） | 9,507 |
| 2020年（令和2年）  | 9,355 |

### 世帯数の変遷
国勢調査による世帯数の推移。
| 年                 | 世帯数 |
| ------------------ | ------ |
| 1995年（平成7年）  | 3,044  |
| 2000年（平成12年） | 3,685  |
| 2005年（平成17年） | 4,148  |
| 2010年（平成22年） | 4,250  |
| 2015年（平成27年） | 4,252  |
| 2020年（令和2年）  | 4,389  |

## 学区
区立小・中学校に通う場合、学区は以下の通りとなる(2023年4月時点)。なお、江戸川区では学校選択制度を導入しており、区内全域から選択することが可能。。
| 丁目         | 番地                                   | 小学校                   | 中学校                   |
| ------------ | -------------------------------------- | ------------------------ | ------------------------ |
| 上篠崎一丁目 | 25番                                   | 江戸川区立篠崎第五小学校 | 江戸川区立小岩第二中学校 |
| 上篠崎一丁目 | 1〜24番                                | 江戸川区立篠崎第二小学校 | 江戸川区立篠崎中学校     |
| 上篠崎二丁目 | 全域                                   | 江戸川区立篠崎第二小学校 | 江戸川区立篠崎中学校     |
| 上篠崎三丁目 | 全域                                   | 江戸川区立篠崎第二小学校 | 江戸川区立篠崎中学校     |
| 上篠崎四丁目 | 1～2番                                 | 江戸川区立鹿骨東小学校   | 江戸川区立鹿骨中学校     |
| 上篠崎四丁目 | 3番（旧鹿骨）                          | 江戸川区立鹿骨東小学校   | 江戸川区立鹿骨中学校     |
| 上篠崎四丁目 | 3番（旧鹿骨町） 4～6番                 | 江戸川区立篠崎第四小学校 | 江戸川区立鹿骨中学校     |
| 上篠崎四丁目 | 7～9番、11番 （いずれも旧鹿骨町）      | 江戸川区立篠崎第四小学校 | 江戸川区立鹿骨中学校     |
| 上篠崎四丁目 | 7～9番、11番 （いずれも旧上篠崎4丁目） | 江戸川区立篠崎第四小学校 | 江戸川区立篠崎中学校     |
| 上篠崎四丁目 | 10番 12～30番                          | 江戸川区立篠崎第四小学校 | 江戸川区立篠崎中学校     |

## 事業所
2021年（令和3年）現在の経済センサス調査による事業所数と従業員数は以下の通りである。
| 丁目         | 事業所数  | 従業員数 |
| ------------ | --------- | -------- |
| 上篠崎一丁目 | 33事業所  | 189人    |
| 上篠崎二丁目 | 68事業所  | 371人    |
| 上篠崎三丁目 | 37事業所  | 244人    |
| 上篠崎四丁目 | 68事業所  | 363人    |
| 計           | 206事業所 | 1,167人  |

### 事業者数の変遷
経済センサスによる事業所数の推移。
| 年                 | 事業者数 |
| ------------------ | -------- |
| 2016年（平成28年） | 240      |
| 2021年（令和3年）  | 206      |

### 従業員数の変遷
経済センサスによる従業員数の推移。
| 年                 | 従業員数 |
| ------------------ | -------- |
| 2016年（平成28年） | 1,155    |
| 2021年（令和3年）  | 1,167    |

## 交通

### 鉄道
町域内に鉄道駅は存在しない。しかし、隣接する篠崎町に都営新宿線篠崎駅があるため、上篠崎住民の鉄道交通機関の利用に困難は少ない。

### バス
路線バスは、京成バスが走っており、小岩駅や新小岩駅、篠崎駅、瑞江駅、一之江駅との連絡がある。
- 京成バス
  - 新小71
  - 小72

篠崎駅経由は，瑞江駅・一之江駅発着便のみ。

### 水上交通
- 江戸川水上バス（2001年以降運休中）

### 道路
- 東京都道307号王子金町江戸川線（柴又街道）
- 東京都道451号江戸川堤防線（篠崎街道）
- 鹿骨街道

## 施設
- 篠崎コミュニティ会館
- 江戸川区立篠崎第二小学校
- 浅間幼稚園
- 第二押上幼稚園
- 篠崎公園（野球場、テニスコート、ドッグラン）
- 江戸川グランド（サッカー場）
- 江戸川河川敷篠崎緑地
- 本郷用水親水緑道
- 篠崎浅間神社
- 妙勝寺
- 慶乗院

## 行事
- 江戸川区花火大会 - 毎年8月第一土曜日に篠崎公園先の江戸川河川敷で開催される都内最大規模の花火大会。打ち上げ総数が14000発で、一会場での打ち上げ総数としては東京都内一。
- 江戸川区民まつり - 毎年10月に篠崎公園で開催される。
- 浅間幟祭り - 毎年6月30日から7月1日の2日間にかけて浅間神社で行われる。2年に一度、幟を10本立てる。

## その他

### 日本郵便
- 郵便番号 : 133-0054[3]（集配局 : 小岩郵便局[16]）。